# William Verner
William Franklyn Verner, detto Bill (Contea di Grundy, 24 giugno 1883 – Pinckney, 1º luglio 1966), è stato un mezzofondista e siepista statunitense.
Prese parte ai Giochi olimpici di Saint Louis 1904 conquistando una medaglia d'argento nei 1500 metri e una seconda medaglia dello stesso colore nel Cross a squadre sotto la bandiera della Squadra mista, insieme ai connazionali Jim Lightbody, Lacey Hearn, Sidney Hatch e al francese Albert Corey.

## Palmarès
| Anno          | Manifestazione  | Sede        | Evento                     | Risultato   | Prestazione | Note                          |
| Stati Uniti   | Stati Uniti     | Stati Uniti | Stati Uniti                | Stati Uniti | Stati Uniti | Stati Uniti                   |
| ------------- | --------------- | ----------- | -------------------------- | ----------- | ----------- | ----------------------------- |
| 1904          | Giochi olimpici | Saint Louis | 800 metri                  | 6º          | n/d         |                               |
| 1904          | Giochi olimpici | Saint Louis | 1500 metri                 | Argento     | 4'06"8      | Miglior prestazione personale |
| 1904          | Giochi olimpici | Saint Louis | 1590 m siepi               | 4º          | n/d         |                               |
| Squadra mista |                 |             |                            |             |             |                               |
| 1904          | Giochi olimpici | Saint Louis | Cross a squadre (4 miglia) | Argento     | n/d         |                               |